# Ny våg (musikalbum)
Ny våg är The Bear Quartets tionde studioalbum, utgivet 2002.

## Låtlista[1]
1. "Euthanasisa" - 1:30
2. "Trust Island" - 4:44
3. "Super Confidence" - 7:13
4. "Go to Bed, Head" - 2:30
5. "Tuna" - 4:15
6. "Number" - 3:24
7. "10.20.100" - 14:06
8. "Night Nurse" - 4:49
9. "Heaven/No Heaven" - 5:03

## Mottagande
Skivan fick ett blandat mottagande när den utkom och snittar på 2,8/5 på Kritiker.se, baserat på tre recensioner. Svenska Dagbladet och Nöjesguiden gav båda betyget 5/6, medan Värmlands Folkblad sågade skivan och gav den 1/5.